# Minosiella
Genre
Minosiella est un genre d'araignées aranéomorphes de la famille des Gnaphosidae.

## Distribution
Les espèces de ce genre se rencontrent en Afrique du Nord, en Afrique de l'Est, en Grèce, au Moyen-Orient et en Asie centrale.

## Liste des espèces
Selon World Spider Catalog (version 20.5, 28/07/2019) :
- Minosiella apolakia Chatzaki, 2019
- Minosiella intermedia Denis, 1958
- Minosiella mediocris Dalmas, 1921
- Minosiella pallida (L. Koch, 1875)
- Minosiella perimensis Dalmas, 1921
- Minosiella pharia Dalmas, 1921
- Minosiella spinigera (Simon, 1882)

## Publication originale
- Dalmas, 1921 : Monographie des araignées de la section des Pterotricha (Aran. Gnaphosidae). Annales de la Société Entomologique de France, vol. 89, p. 233-328 (texte intégral).